# Tenarea erecta
Tenarea erecta M. Lemonie, 1930  é o nome botânico de uma espécie de algas vermelhas pluricelulares do gênero Tenarea, família Corallinaceae.
- São algas marinhas encontradas nas Ilhas Galápagos.

## Sinonímia
- Não apresenta sinônimos.